# DT SRS
Stealth Recon Scout (DT SRS) — снайперська гвинтівка, розроблена невеликою американською компанією Desert Tactical Arms. Творців гвинтівки DT SRS надихнуло компонування німецької снайперської гвинтівки DSR-1.

## Розробка
Спочатку гвинтівку DT SRS планувалося зробити тільки під патрон .338 Lapua Magnum. Однак у ході роботи було вирішено зробити нову гвинтівку модульною, щоб підвищити її тактичну гнучкість і забезпечити стрільцям можливість тренування з дешевшими патронами (патрони .308 коштують у кілька разів дешевше, ніж патрони .338 Лапуа). Відповідно до заяв виробників, гвинтівки DT SRS забезпечують купчастість стрільби на рівні 0.5 MOA (кутової хвилини) при використанні відповідних патронів.

## Опис
Снайперська гвинтівка Stealth Recon Scout (DT SRS) побудована в компонуванні булпап. Основу конструкції становить несуча алюмінієва шина, на якій змонтовані сталева ствольна коробка і полімерна ложа.
Механізм гвинтівки — з ручним перезаряджанням подовжньо-ковзним поворотним затвором.
Стволи змінні, у комплекті з гвинтівкою можуть постачатися набори зі стволів і затворів під різні калібри.
Всі стволи штатно мають у дульній частині різьбу для установки дульного гальма або глушника. Крім того, Stealth Recon Scout (SRS) варіант «Covert» має укорочений ствол із вбудованим глушником.
Живлення патронами здійснюється зі спеціально розроблених 5-зарядних коробчастих магазинів.
Ударно-спусковий механізм регульований, важелі ручного запобіжника зручно розташовано над спусковою скобою на обох сторонах зброї.
Відкритих прицільних пристроїв гвинтівка не має, натомість на верхній поверхні ствольної коробки виконано планку типу Пікатінні, на яку за допомогою відповідних кронштейнів можуть встановлюватися будь-які типи оптичних прицілів.
Додаткові планки розміщені на цівці, навколо ствола. Ложа гвинтівки оснащена регульованим тильником.

## Галерея

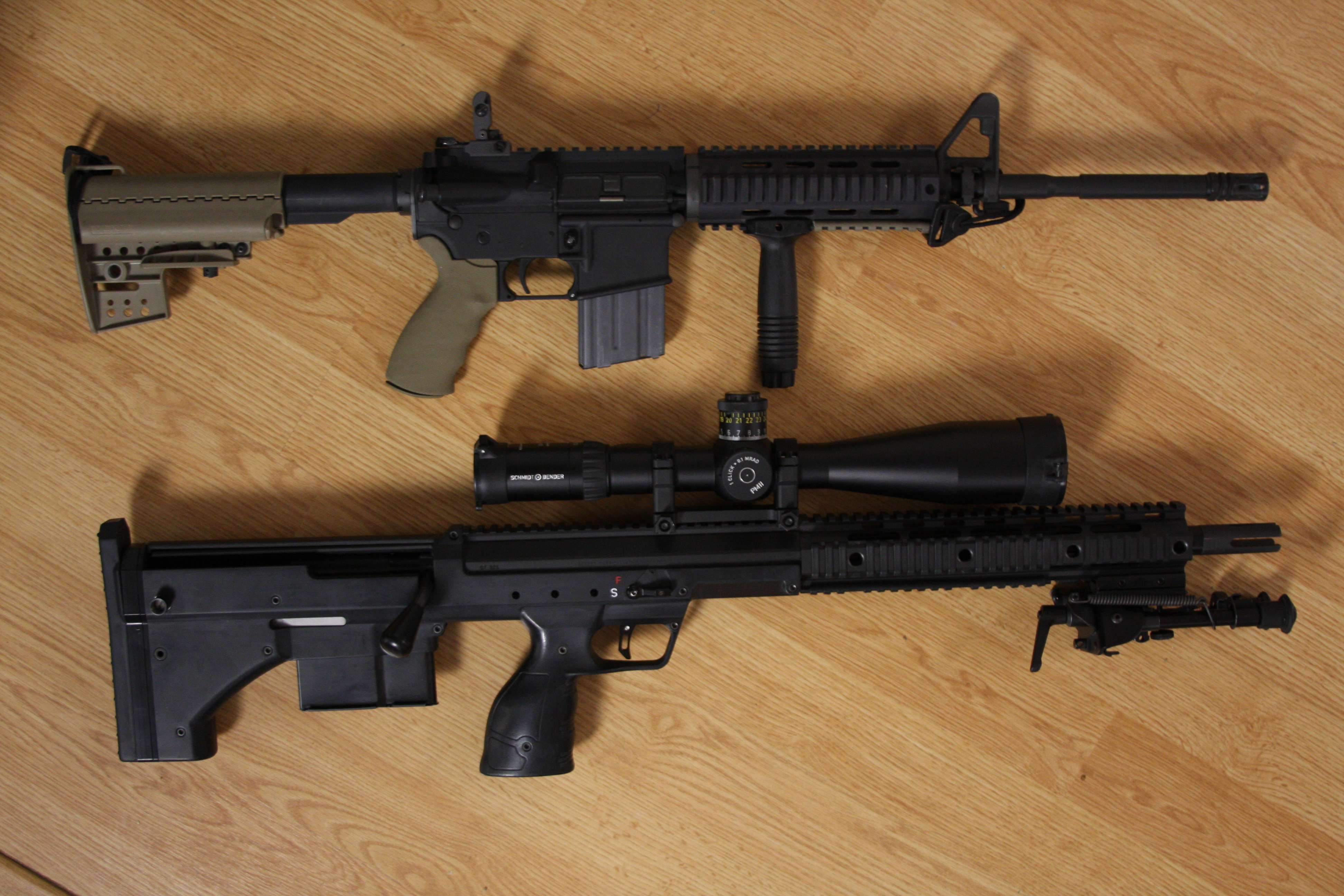
Порівняння M4 та SRS
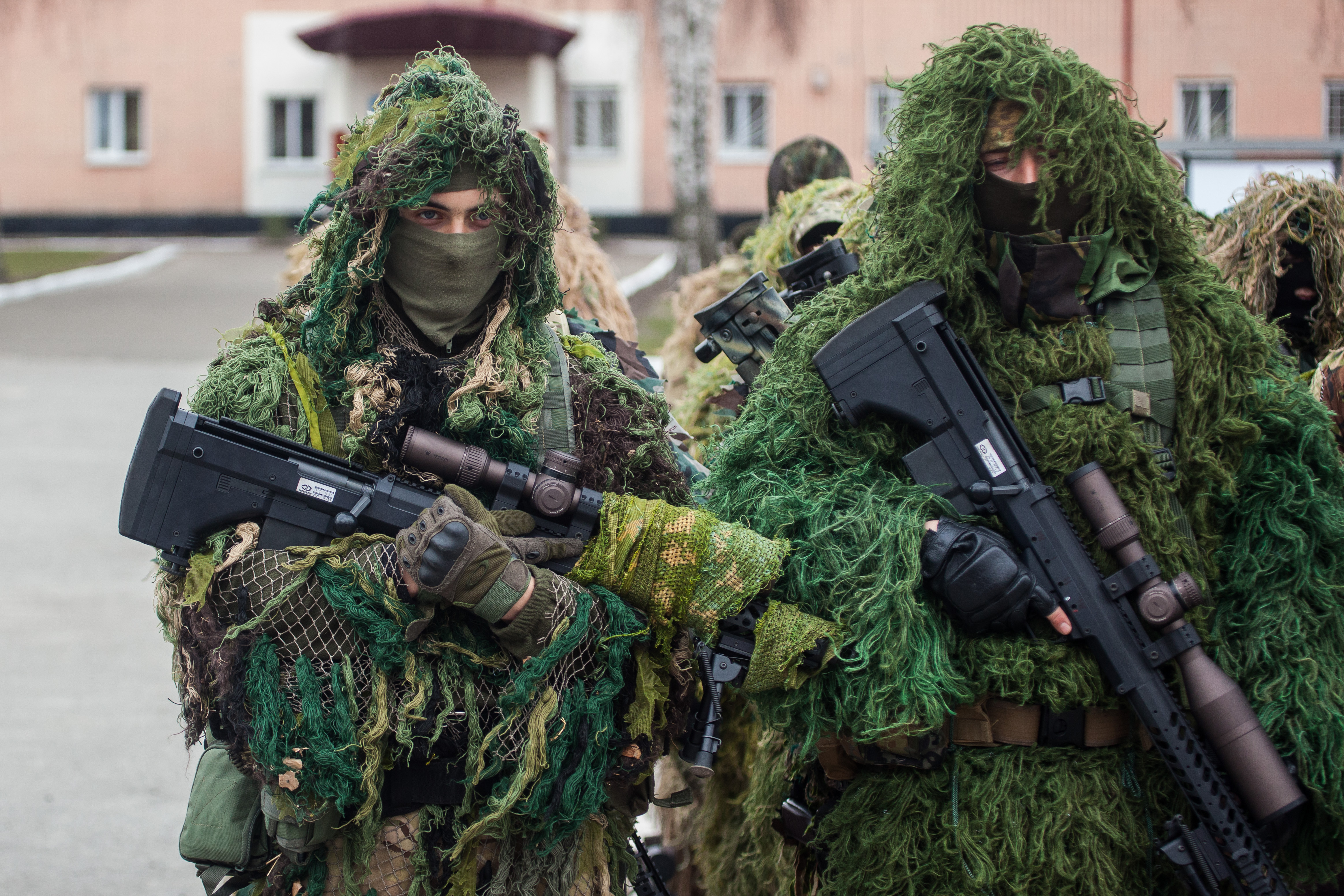
Снайпери НГУ